# Muziekinstrumentenmuseum (Markneukirchen)
Het Muziekinstrumentenmuseum is een museum in Markneukirchen in de Duitse deelstaat Saksen.

## Geschiedenis

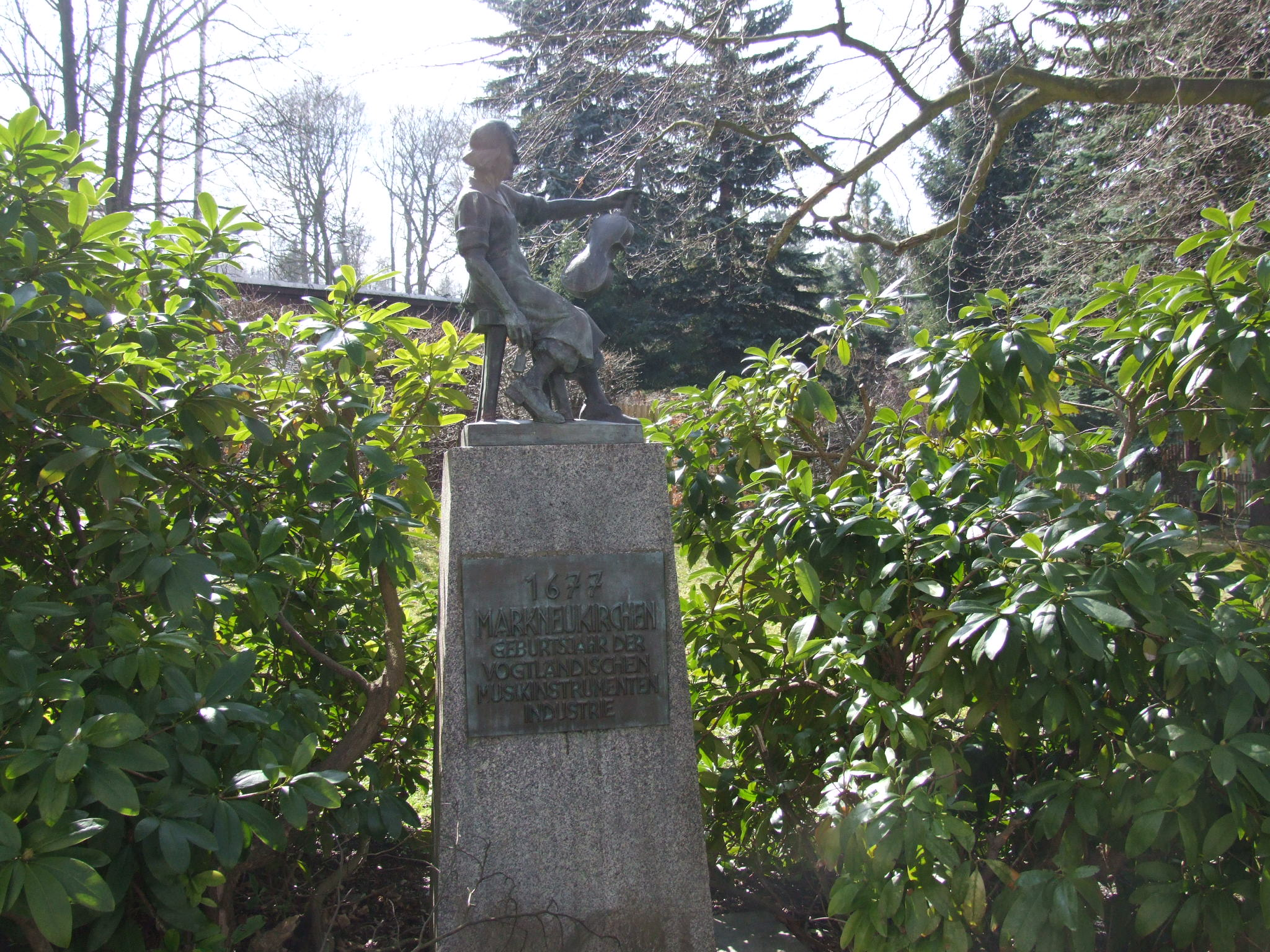
Standbeeld van een instrumentenmaker

De regio rond Markneukirchen wordt ook wel 'Vogtländischen Muzikwinkel' genoemd, waarbij de toevoeging 'Muzikwinkel' verwijst naar de muziekindustrie die hier sinds 1677 zetelt.
Het museum werd in 1883 opgericht door Paul Apian-Bennewitz. Sinds 1942 is het gevestigd in een pand uit de late barok dat in het jaar 1784 werd gebouwd. Het museum wordt bezocht door toeristen en vaklieden en is tijdens de wintermaanden gesloten.

## Collectie
De collectie werd in de loop van de tijd steeds verder uitgebreid en bestaat inmiddels uit 3200 muziekinstrumenten. Deze komen grotendeels uit de regio; daarnaast zijn er 250 stuks afkomstig uit andere werelddelen. Verder zijn er nog allerlei curiositeiten te bezichtigen en worden er wisselende exposities getoond.
In de stad is ook het Gerber-Hans-Haus te bezoeken waarin een originele werkplaats van een muziekinstrumentenbouwer is te zien. Hier bevindt zich de grootste viool ter wereld en een grote  tuba.

## Galerij

### Postzegels
In 1971, ten tijde van de DDR, werd een serie postzegels uitgegeven die het museum tot onderwerp hebben.

### Museumstukken
De volgende grote tuba's zijn in het museum te zien:
| Grote tuba van 50 kg |  | Uitgestrekte tuba |
| Grote tuba van 50 kg |  | Uitgestrekte tuba |